# 就職戦線異状なし
『就職戦線異状なし』（しゅうしょくせんせんいじょうなし）は、杉元伶一の長編小説デビュー作で、同作を題材に金子修介監督・織田裕二主演で映画化し、1991年に公開された日本映画。

## 概要
製作はフジテレビジョン、配給は東宝。新卒採用の売り手市場だった当時の日本の風潮を描いた作品で、1991年3月にバブル景気が崩壊した後（バブル崩壊後も1992年春頃まではバブルの余韻が色濃く残っていた）に公開された。
本作のタイトルはドイツの作家エーリヒ・マリア・レマルクの長編小説及びアメリカ映画の邦題『西部戦線異状なし』に因んだものである。
キャッチコピーは「なりたいものじゃなくて、なれるものを捜し始めたら　もうオトナなんだよ…」。
公開当時はほぼ無名だった槇原敬之の主題歌「どんなときも。」も多くの人に鮮烈な印象を与え、大ヒットした。

## あらすじ
空前の売り手市場と言われた時期、就職活動に奔走する若者達の姿を描く。早稲田大学社会科学部4年生の大原（織田裕二）は、マスメディアの大手企業に就職して派手な生活を送りたいと夢見る立川（的場浩司）に影響され、とりあえずマスコミ関連企業の就職活動を始めた。大原に好意を抱く友人の毬子（仙道敦子）は、大原をモデルに就職活動本を書き上げようと動向を追う。
6月に入ると、採用が内定した者の話も出始めるが、大原と立川は相変わらず。ある晩、2人は友人の北町（坂上忍）から六本木の高級ディスコへ誘われる。北町は父親のコネで既に大手広告代理店の内々定を取り付けていたが、優秀な学生を青田買いで確保したいデパートからの接待を受けていたのだ。VIPルームへと通された一行は羽目を外して騒ぐが、それを快く思わない中年男（本田博太郎）と喧嘩になり、大原は中年男を殴り倒してしまう。
8月からは本採用の就職戦線が始まり、未だ内定が得られない大原と立川は、狭き門である本採用に賭けていた。エフテレビの面接会場で、大原は喧嘩で殴り倒した中年男が面接官の一人・雨宮であるのを知り、エフテレビの面接試験通過は厳しいと予感するが、なぜか試験を次々と通過する。実は雨宮の陰謀であったのだが、葉子（和久井映見）や毬子の助けもあり、難関を突破して最終面接まで残ることに成功した。
その一方、北町は父親の急死で帰郷、立川もマスコミを諦めて外食チェーンに入社することとなり、就職戦線の理想と現実を目の当たりにした大原は、本当の就職とは何なのかを考え始める。

## スタッフ
- 監督：金子修介
- 原作：杉元伶一
- 脚本：金子修介、福田卓郎
- 音楽：大谷幸
- 主題歌：『どんなときも。』（槇原敬之）
- 脚本協力：坂元裕二
- 撮影：高間賢治
- 美術：及川一
- 照明：吉角荘介
- 録音：林大輔
- 編集：冨田功
- 助監督：猪腰弘之
- 音楽プロデューサー：朝妻一郎
- 宣伝協力：レゾン・西川りゅうじん事務所
- スタジオ：にっかつ撮影所
- 現像：IMAGICA
- 協力：リクルート（就職ジャーナル編集部、リクルートブック編集部）、富士通、三菱自動車工業
- 撮影協力：早稲田大学、講談社、新潮社、ニッポン放送、ポニーキャニオン、産経新聞社、朝日新聞社ほか
- 製作者：三ツ井康
- プロデューサー：鎌田敏郎、一瀬隆重、瀬田素、石原真
- エグゼクティブプロデューサー：村上光一、堀口壽一

## 配役
- 大原健雄：織田裕二
- 立川修：的場浩司
- 秋山葉子（エフテレビ人事）：和久井映見 - 第4回日刊スポーツ映画大賞助演女優賞受賞
- 北町雅則：坂上忍
- 依田麻子：羽田美智子
- 伊藤恵子：伊藤智恵理
- 田中真由美：鶴田真由
- 藤村利香：涌沢利香
- 加藤：津村鷹志
- 川原：光石研
- 高島健二：米山善吉
- エフテレビOL：かとうみゆき
- N放送協会面接官：千うらら
- N放送協会面接官：鴻上尚史
- クラブママ：小川美那子
- エフテレビ社長：佐藤慶
- K談社面接官：前田吟
- 雨宮重明（エフテレビ人事部主任）：本田博太郎
- 甲斐毬子：仙道敦子

## 製作

### エピソード
本作以降、鶴田真由、的場浩司は主演の織田裕二と『卒業旅行 ニホンから来ました』『きけ、わだつみの声 Last Friends』など多数の作品で共演している。

### 撮影
立川修（的場）の住むアパート（実際は民家）は、都電荒川線鬼子母神前停留場に近い線路沿いに建っている設定で、劇中、毬子（仙道）が踏切横に車を付け、線路内に侵入し、線路内からアパートに入るシーンがある。他に鬼子母神神社境内でも毬子（仙道）、大原健雄（織田）参加で撮影が行われた。1995年の『東京兄妹』では緒形直人も鬼子母神神社境内の駄菓子屋「上川口屋」でキャラメルを買うシーンがあり、鬼子母神で暮らす設定。父親・緒形拳主演の1979年『復讐するは我にあり』も一部鬼子母神で撮影されており、緒形ファミリーは鬼子母神に縁がある。

## 作品の評価
- 第15回日本アカデミー賞にて和久井映見が本作と『息子』で最優秀助演女優賞[2]、第4回日刊スポーツ映画大賞・石原裕次郎賞にて助演女優賞を受賞した。